# Croton hutchinsonianus
Espèce
Croton hutchinsonianus est une espèce de plantes à fleurs du genre Croton et de la famille des Euphorbiaceae présente en Thaïlande.